# 7829 Jaroff
7829 Jaroff este o planetă minoră (asteroid), cu un diametru de 2,664 km, din centura de asteroizi. A fost descoperită pe 21 noiembrie 1992 la Observatorul Palomar de Eleanor F. Helin și a fost numită după Leon Jaroff⁠(d). 
Obiectul prezintă o orbită caracterizată de o semiaxă mare de 1,9517419 UAi, o excentricitate de 0,08, o înclinație de 17,87436 ° în raport cu ecliptica.